# Selaginella denticulata
Selaginella denticulata — вид рослин родини Плаункові (Selaginellaceae). лат. denticulata — походить від латинської й означає зуб, натякаючи на зубчиками, які з'являються на листках.

## Морфологія
Багаторічна рослина. Стебла до 15 (20) см. Характеризується наявністю плоского стебла, що несе чотири ряди овального листя, які розрізняються за розміром залежно від їх положення. Навесні рослина зелена, але, коли висихає стає червоною. Мікроспори 25–30 (-40) мкм, майже кулясті, чотиригранні. 2n = 18.

## Поширення, біологія
Площа поширення охоплює узбережжя Середземного моря, Канарські острови, Мадейра, Балеарські острови. Обирає для проживання тінисті місця. Поширений на вологих, тінистих схилах 0–1000 м.

## Галерея

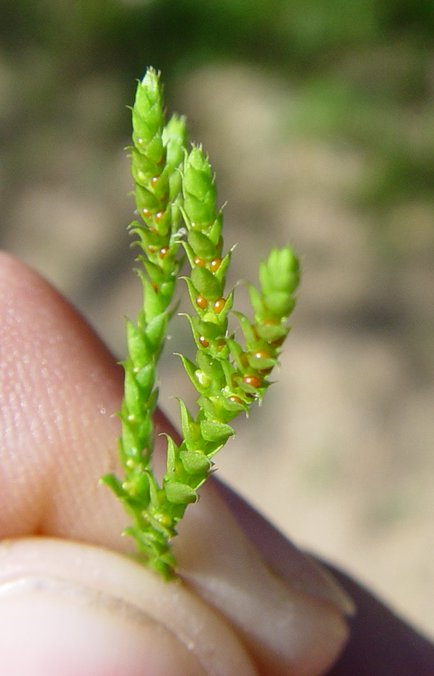
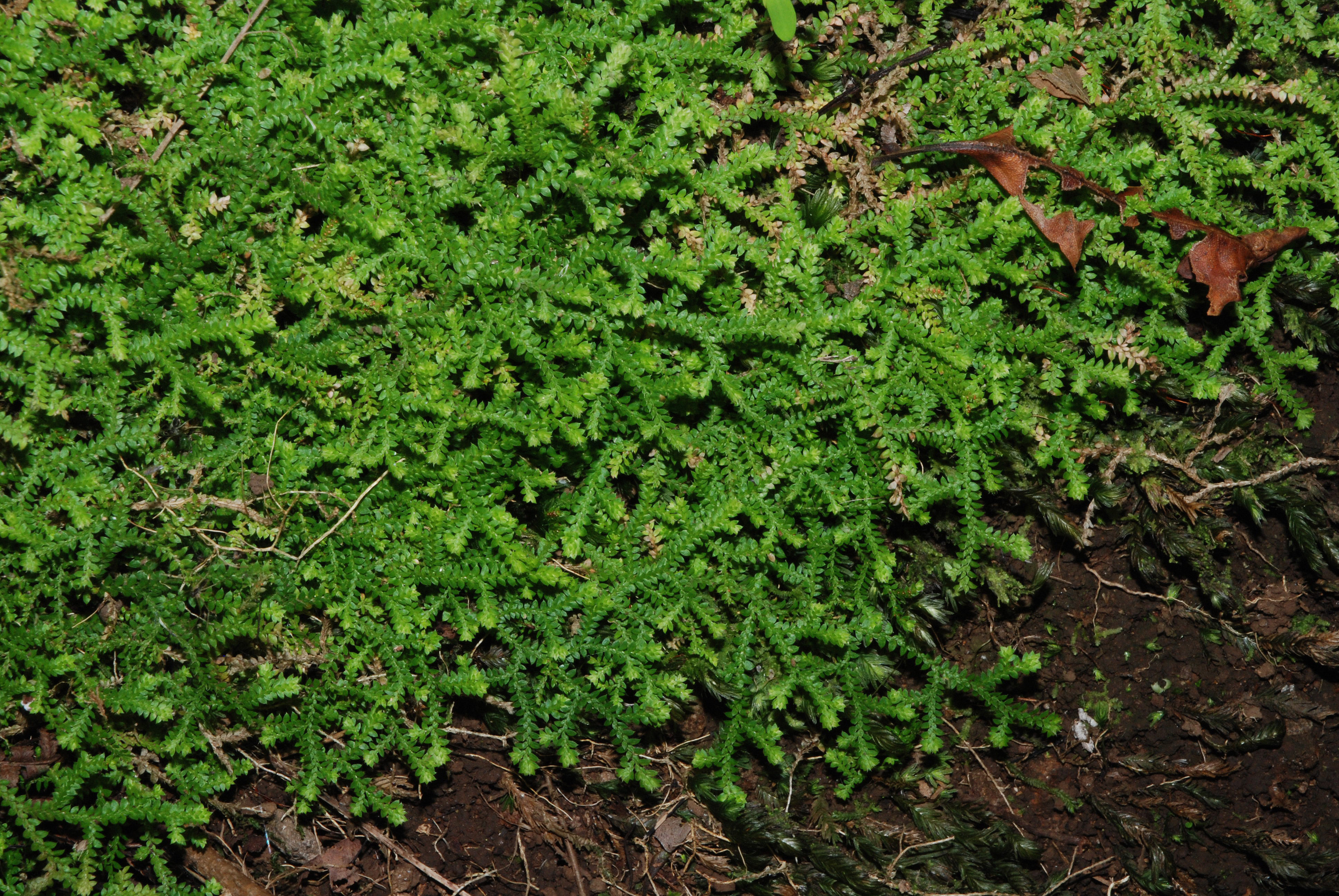

| Листок дуба | Це незавершена стаття з ботаніки. Ви можете допомогти проєкту, виправивши або дописавши її. |